# 奥尔斯巴赫 (施泰尔马克州)
奥尔斯巴赫（德語：Auersbach）是奥地利施泰尔马克州的一个旧市镇，属于东南施泰尔马克县。该旧市镇总面积为12.59平方千米，截至2016年1月1日总人口为880人。2015年1月1日，奥尔斯巴赫与临近的5个市镇并入市镇费尔德巴赫。